# Singer-Akai Nidahas Trophy 1998
Die Singer-Akai Nidahas Trophy 1998 war ein Drei-Nationen-Turnier, das vom 19. Juni bis zum 7. Juli 1998 in Sri Lanka im One-Day Cricket ausgetragen wurde. Bei dem zur internationalen Cricket-Saison 1998 gehörenden Turnier nahmen neben dem Gastgeber die Mannschaften aus Indien und Neuseeland teil. Im Finale konnte sich Indien mit 6 Runs gegen Sri Lanka durchsetzen.

## Vorgeschichte
Sri Lanka und Neuseeland spielten direkt zuvor eine Tour in Sri Lanka, die Sri Lanka mit 2–1 in der Test-Serie gewann. Indien nahm zuvor an den Coca-Cola Triangular Series 1998 teil, die sie auch gewann.

## Format
In einer Vorrunde spielte jede Mannschaft gegen jede dreimal. Für einen Sieg gab es zwei Punkte, für ein Unentschieden oder eine Absage einen. Die beiden Gruppenersten qualifizierten sich für das Finale und spielten dort um den Turniersieg.

## Stadien
Die folgenden Stadien wurden für den Wettbewerb als Austragungsort vorgesehen.
| Stadion                            | Stadt   | Kapazität |
| ---------------------------------- | ------- | --------- |
| R. Premadasa Stadium (RPS)         | Colombo | 35.000    |
| Sinhalese Sports Club Ground (SSC) | Colombo | 10.000    |
| Galle International Stadium        | Galle   | 35.000    |

## Spiele

### Vorrunde
Tabelle
| Teams      | Sp. | S | N | U | R | NR | A | Punkte | NRR    |
| ---------- | --- | - | - | - | - | -- | - | ------ | ------ |
| Sri Lanka  | 6   | 3 | 1 | 0 | 0 | 0  | 2 | 8      | +0.623 |
| Indien     | 6   | 1 | 1 | 0 | 0 | 1  | 3 | 6      | +0.320 |
| Neuseeland | 6   | 0 | 2 | 0 | 0 | 1  | 3 | 4      | −1.429 |

Sieg: 2 Punkte; Remis:  Punkte
Spiele
| 19. Juni Scorecard | Colombo (RPS) | Sri Lanka 243-6 (50)         | – | Indien 246-2 (43.4) |
|                    |               | Indien gewinnt mit 8 Wickets |   |                     |

| 21. Juni Scorecard | Colombo (RPS) | Neuseeland 200-9 (50)           | – | Sri Lanka 201-3 (40) |
|                    |               | Sri Lanka gewinnt mit 7 Wickets |   |                      |

| 23. Juni Scorecard | Colombo (RPS) | Neuseeland 219-8 (50) | – | Indien 131-2 (24.2/50) |
|                    |               | No Result             |   |                        |

| 25. Juni Scorecard | Galle | Sri Lanka | – | Indien |
|                    |       | Abgesagt  |   |        |

| 27. Juni Scorecard | Galle | Sri Lanka | – | Neuseeland |
|                    |       | Abgesagt  |   |            |

| 29. Juni Scorecard | Galle | Indien   | – | Neuseeland |
|                    |       | Abgesagt |   |            |

| 1. Juli Scorecard | Colombo (SSC) | Sri Lanka 171-8 (36/36)      | – | Indien 163 (35.4/36) |
|                   |               | Sri Lanka gewinnt mit 8 Runs |   |                      |

| 3. Juli Scorecard | Colombo (SSC) | Neuseeland 128-5 (31.1/50) | – | Indien |
|                   |               | No Result                  |   |        |

| 5. Juli Scorecard | Colombo (SSC) | Sri Lanka 293-4 (50)          | – | Neuseeland 206 (39.1) |
|                   |               | Sri Lanka gewinnt mit 87 Runs |   |                       |

### Finale
| 7. Juli Scorecard | Colombo (RPS) | Indien 307-6 (50)         | – | Sri Lanka 301 (49.3) |
|                   |               | Indien gewinnt mit 6 Runs |   |                      |